# Tipula (Hesperotipula) trypetophora
Tipula (Hesperotipula) trypetophora is een tweevleugelige uit de familie langpootmuggen (Tipulidae). De soort komt voor in het Nearctisch gebied.